# جون شبان
جون شبان (بالإنجليزية: John Shiban) كاتب ومنتج تلفزيوني أمريكي. عمل في كلتا الصفتين في الملفات الغامضة والمسلحون الوحيدون وستار تريك إنتربرايز وسمولفيل وخارق للطبيعة وأسطورة الباحث واختلال ضال ويوميات مصاص الدماء. في عام 1997، تم ترشيحه لجائزة الإيمي برايم تايم للكتابة المتميزة في المسلسلات الدرامية عن عمله بحلقة «مومينتو موري» في الملفات الغامضة. شارك في الترشيح مع الكتاب المشاركين كريس كارتر وفرانك سبوتنيتز وفينس غيليغان. في عام 1998، تشارك شبان الترشيح لجائزة الإيمي برايم تايم للكتابة المتميزة في المسلسلات الدرامية مع فريق إنتاج الملفات الغامضة.

## وصلات خارجية
- جون شبان في قاعدة بيانات الأفلام على الإنترنت (بالإنجليزية)